# Agariciidae
Die Agariciidae sind eine Familie der Steinkorallen (Scleractinia). Sie leben in den tropischen Korallenriffen des Indopazifik und der Karibik. Die meisten Arten der Familie wachsen flächig eng am Substrat oder bilden blättrige Strukturen, so dass sie oft wie ein lockerer Salatkopf aussehen. Wie die meisten anderen Steinkorallen leben die Agariciidae in einer symbiotischen Beziehung mit kleinen Algen (Zooxanthellen), die die Korallen mit Nährstoffen versorgen.
Im Meerwasseraquarium gehören die Arten der Gattung Pavona zu den am einfachsten zu haltenden Steinkorallen.

## Gattungen
- Agaricia Lamarck, 1801
- Coeloseris Vaughan, 1918
- Gardineroseris Scheer & Pillai, 1974
- Helioseris Milne-Edwards & Haime, 1849
- Leptoseris Milne-Edwards & Haime, 1849
- Pachyseris Milne-Edwards & Haime, 1849
  - Pachyseris speciosa (Dana, 1846)
- Pavona Lamarck, 1801